# 一条重子
一条 重子（いちじょう しげこ、1740年5月7日（元文5年4月12日） - 1779年8月30日（安永8年7月19日））は、江戸時代中期の女性。紀州藩第7代藩主・徳川宗将の継室。父は太政大臣・一条兼香。院号は明脱院。別名は愛君重子、高子。

## 生涯
太政大臣・一条兼香の娘として生まれる。その後、前妻である徳子女王の死後、1759年（宝暦9年）に紀州藩第7代藩主・徳川宗将の継室となるが、宗将との間に子供はできなかった。
1765年（明和2年）に宗将に先立たれ、1779年（安永8年）、死去。享年40。